# Sudd
Il Sudd  (dall'arabo سد, sad, «barriera») è una vasta regione paludosa formata dal Nilo Bianco nel Sudan del Sud.
Questa regione costituisce l'ecoregione di prateria inondabile denominata prateria inondabile del Sahara, definita dal WWF (codice ecoregione: AT0905). Forma, assieme alle ecoregioni della savana inondabile del delta interno del Niger-Bani e della savana inondabile del lago Ciad, la regione denominata praterie e savane inondabili del Sudd-Sahel, inclusa nella lista Global 200.

## Territorio
Il Nilo Bianco (Bahr el-Abiad), uno dei due grossi rami che danno origine al Nilo, nasce nell'Africa orientale dal lago Vittoria, al quale tributano molti fiumi, tra cui il Kagera, le cui sorgenti si considerano oggi come caput Nili. Dal lago Vittoria il Nilo, chiamato Nilo Vittoria, passa nel lago Kyoga e da questo al lago Alberto. Da qui fuoriesce col nome di Nilo Alberto, raggiungendo il confine con il Sudan del Sud dove, per gli Arabi, prende il nome di Bahr el-Jebel (cioè «Fiume del monte»). 
Con un corso veloce, rotto da numerose cateratte, il fiume attraversa tutta la regione dell'Equatoria, raggiungendo e impaludandosi nella depressione del Sudd. Il suo corso si frammenta e si perde in vari acquitrini, dai geografi di un tempo denominati con l'unico nome di lago No, limitato oggi a un piccolo bacino lacustre nella parte nord-occidentale della depressione. In questa regione ostica e impraticabile si persero i primi esploratori che cercavano le sorgenti del Nilo, il cui corso segue tuttavia una direzione principale che s'inarca leggermente verso nord/nord-ovest, per poi tornare verso est. 
Gran parte delle acque che formano le immense distese del Sudd sono quelle che esondano dal corso fluviale durante le piogge equatoriali; in esse si riversano anche le acque di altri fiumi provenienti, come il Nilo, da sud; tra questi il Jur, il Tonj, il Gel, il Lao, che scorrono tutti a ovest del fiume principale. La parte meridionale della pianura alluvionale è più umida di quella settentrionale: riceve in media circa 800 mm di pioggia all'anno rispetto ai 600 mm che cadono nel nord. Queste piogge cadono tra aprile e settembre e le temperature medie si aggirano sui 30-33 °C durante la stagione calda, scendendo fino a circa 18 °C durante quella fredda. 
Le paludi del Sudd sono vastissime: misurano circa 600 km di lunghezza e altrettanti di larghezza. Dal 1961, la quantità di acqua che giunge al Sudd è notevolmente aumentata, probabilmente a causa dell'aumento della precipitazioni attorno al lago Vittoria. Prima del 1960, al Sudd giungevano 26.831 miliardi di m³ di acqua all'anno, ma dal 1960-1980 tale volume è aumentato fino a toccare i 50.324 miliardi di m³. La zona palustre, di conseguenza, è aumentata considerevolmente fino al 1980, ma la situazione attuale non è nota.

## Flora
L'ecosistema della pianura alluvionale sostiene un'intera varietà di specie di piante, da quelle adattate a condizioni acquatiche a quelle proprie degli ambienti aridi. Spostandosi dall'interno delle paludi verso l'esterno, troviamo prima una zona di acque libere con vegetazione sommersa, poi una cintura di vegetazione galleggiante che cinge le sponde, praterie inondate stagionalmente, paludi alimentate dalle piogge e, infine, a savane alberate inondate. Lungo i fiumi e nelle paludi più umide la specie dominante è il papiro (Cyperus papyrus). 
Alle spalle dei papiri si estendono vaste distese di Phragmites e Typha, mentre negli specchi d'acqua aperti sono numerose le macrofite sommerse. Una fascia di piane alluvionali, larga fino a 25 km, si estende su entrambi i lati del cuore della palude. Qui a dominare il paesaggio sono praterie di riso selvatico (Oryza longistaminata) ed Echinochloa pyramidalis. Al di là delle piane inondate stagionalmente, le paludi alimentate dalle piogge sono ricoperte da prati di Hyparrhenia rufa. Savane alberate di Acacia seyal e Balanites aegyptiaca bordano l'ecosistema della piana alluvionale.

## Fauna
Le paludi e le pianure alluvionali del Sudd sostengono una ricca fauna, tra cui oltre quattrocento specie di uccelli e un centinaio di specie di mammiferi. Gli uccelli migratori sostano qui durante i loro viaggi e uccelli acquatici abitano le vaste pianure inondate tutto l'anno, mentre grandi popolazioni di mammiferi si spostano a seconda del livello delle acque e della vegetazione.
Durante gli anni '80, il Sudan del Sud ospitava una delle più numerose popolazioni di antilopi dell'intera Africa. Di conseguenza, lo IUCN/SSC Antelope Specialist Group ha classificato il Sudd come luogo chiave per la salvaguardia di alcune specie in pericolo. Tra le specie più numerose qui presenti vi sono il kob dalle orecchie bianche (Kobus kob leucotis), il tiang (Damaliscus lunatus tiang) e la gazzella di Mongalla (Eudorcas albonotata). Queste tre antilopi effettuano migrazioni su vasta scala sulle relativamente indisturbate vastità del Sudd. Per esempio, un milione di esemplari di kob intraprende un'imponente migrazione di oltre 1500 km, seguendo la disponibilità di erbe sulle piane alluvionali. 
Nel 1982-83, venne stimato che nel parco nazionale di Boma ve ne fossero oltre 800.000 esemplari, con densità che durante la stagione secca, in prossimità delle fonti di cibo, potevano raggiungere i 1000 capi per km². Anche l'endemico lichi del Nilo (Kobus megaceros) è presente in questa ecoregione, con circa 30-40.000 capi. Classificato dalla IUCN come specie «in pericolo» (Endangered), è soggetto ad una caccia incontrollata e alla competizione con il bestiame. Attualmente, il numero di esemplari è stabile, anche se il canale di Jonglei, i progetti di irrigazione e di estrazione petrolifera rischiano di cambiare irreparibilmente la situazione.
Le pianure alluvionali forniscono un importante habitat per alcune specie di uccelli. In esse vive la più numerosa popolazione di becco a scarpa (Balaeniceps rex) al mondo, circa 5000 esemplari. Il pellicano comune (Pelecanus onocrotalus) vola per più di 2000 km dall'Europa orientale e dall'Asia per raggiungere la regione, uno dei più importanti terreni di svernamento della specie. La zona è anche una delle ultime roccaforti della gru coronata nera (Balearica pavonina), specie considerata «vulnerabile» (Vulnerable) dalla IUCN.
Le inondazioni annuali, in grado di sommergere più di 15.000 km² di territorio, sono fondamentali per il mantenimento della diversità biologica del Sudd. Le piogge colmano le paludi uno o due mesi prima che il fiume straripi sulle pianure alluvionali. È stato stimato che solo l'11% delle aree inondate sia costituito da acque permanenti, ma questa proporzione potrebbe essere aumentata ultimamente. Le acque di piena rigenerano la pianura alluvionale con nutrienti e consentono la crescita di pascoli. Un altro importante fattore per il mantenimento dell'ecosistema potrebbero essere gli incendi, ma finora nell'ecoregione sono state effettuate ben poche ricerche per stabilire la loro importanza sulla salute della regione.

## Conservazione

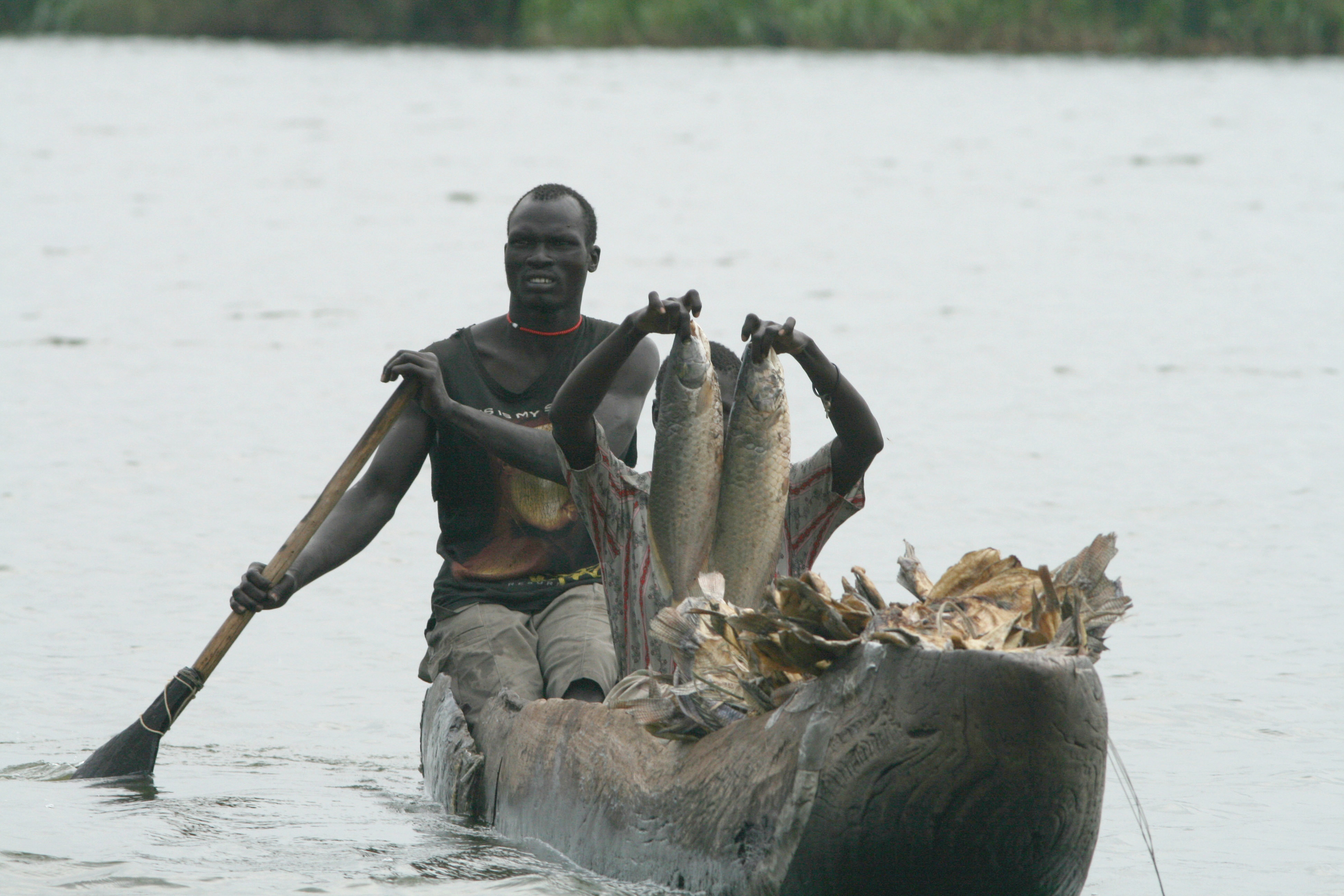
Pescatori solcano il lago Sudd

Si tratta di un sito vulnerabile: la guerra civile e la costruzione del canale di Jonglei, che costituisce una sorta di barriera per la fauna, figurano tra le principali minacce.

### Il canale di Jonglei
A causa della grande estensione delle paludi e del clima caldo, la maggior parte delle acque trasportate dagli affluenti occidentali (il sistema del Bahr el Ghazal) va persa per colpa dell'evaporazione. Agli inizi del XX secolo venne proposta la costruzione di un canale che aggirasse da est le paludi in modo da riuscire a sfruttare queste acque.
Il governo del Sudan - paese al quale un tempo apparteneva la regione - iniziò a prendere in esame il progetto del canale di Jonglei nel 1946. Tra il 1954 e il 1959 il progetto venne sviluppato, ma la costruzione ebbe inizio solamente nel 1978, tra i molti ostacoli dovuti all'instabilità politica del Sudan; quando, nel 1984, l'Esercito di Liberazione del Popolo del Sudan interruppe i lavori, erano già stati scavati 240 dei 360 chilometri complessivi.
È stato stimato che il canale potrebbe trasportare 4800 milioni di metri cubi di acqua all'anno, ma a causa dei complessi aspetti sociali e ambientali della regione questa quantità verrebbe notevolmente ridotta.

### Protezione
Nella regione vi sono tre riserve di caccia: quelle del isola di Zeraf, di Shambe e di Mongalla. Due parchi nazionali, Boma e Badingilo, possiedono una parte del loro territorio in questa regione. Tuttavia, a causa della guerra civile, la protezione che offrono è pari a zero.